# 朱宁 (企业家)
朱宁（1960年—），湖北武汉人，汉族，中华人民共和国政治人物、第十二届全国人民代表大会湖北地区代表。
1983年毕业于武汉市广播电视大学，2004年获得华中科技大学EMBA学位。2005年5月至2009年1月，中国长江航运（集团）总公司副总经理、中国长江航运有限责任公司总经理，兼任南京长江油运公司总经理、中国长航南京油运股份有限公司常务副董事长。2008年12月，任中国外运长航集团有限公司副总裁、兼任中国长江航运（集团）总公司总经理、中国长江航运有限责任公司总经理、中国长航南京油运股份有限公司常务副董事长。2013年，担任全国人大代表。